# My Life (Lied)
My Life (englisch für „mein Leben“) ist ein Lied, das der US-amerikanischen Rapper 50 Cent mit Larry Griffin Junior, Marshall Mathers, Adam Levine und Herb Rooney verfasste und zusammen mit dem Rapper Eminem und dem Sänger Adam Levine aufnahm. Der Song wurde am 26. November 2012 als Single veröffentlicht und ist auf keinem Album enthalten.

## Inhalt
| Liedteil   | Künstler    |
| Refrain    | Adam Levine |
| 1. Strophe | 50 Cent     |
| 2. Strophe | Eminem      |
| 3. Strophe | 50 Cent     |

My Life handelt von dem enormen Erfolgsdruck, dem 50 Cent, Eminem und Adam Levine ausgesetzt sind, seitdem sie in der Öffentlichkeit stehen.
Im Refrain singt Adam Levine, dass er am liebsten vor seinem Leben davonlaufen wolle, da ihm alles zu viel werde und er verwirrt sei. Doch es sei wie im Film und es gebe keinen Ort, an dem er sich verstecken könne. 50 Cent rappt in der ersten Strophe über seinen kometenhaften Aufstieg im Jahr 2003, seitdem sich sein Leben komplett geändert habe. Er könne nun keinem mehr vertrauen. Dabei disst er namentlich die Rapper The Game und Young Buck, denen er geholfen habe und die ihm als Dank dafür in den Rücken gefallen seien. 50 Cent deutet an, für sie als Ghostwriter Texte geschrieben zu haben. Doch er sei weiter seinen Weg gegangen und habe auch als Unternehmer Reichtum erlangt. In Eminems Vers rappt dieser über Rachegefühle für Leute, die dachten, seine Karriere wäre vorüber. Dies sei erst der Anfang seines Comebacks und eine Warnung an seine Kritiker. Er fühle sich weiterhin mit voller Hingabe dem Rap verpflichtet, da er in ihm wie in einem Teufelskreis gefangen sei. Beinahe wünsche er sich, sein Album Recovery nie veröffentlicht zu haben, da dieses ihn erneut ins Rampenlicht befördert und die Erwartungen an ihn erhöht habe. In der letzten Strophe rechnet auch 50 Cent mit seinen Kritikern ab. Er fragt sich, ob die Leute vergessen hätten, dass er über 40 Millionen Tonträger verkauft habe. Sie sollten akzeptieren, dass sein Talent gottgegeben sei und er Klassiker veröffentlicht habe.

## Produktion
Der Beat des Liedes wurde von dem US-amerikanischen Musikproduzent Symbolyc One produziert. Dabei verwendete er ein Sample des Songs Synthetic Substitution von Melvin Bliss.

## Musikvideo
Das von Rich Lee in Detroit gedrehte Musikvideo wurde am 27. November 2012 veröffentlicht. Es soll die mit dem Leben als Berühmtheit einhergehende Paranoia metaphorisch symbolisieren.
Am Anfang des Videos beleuchtet ein Hubschrauber mit seinem Scheinwerfer ein Gebäude, in dem sich 50 Cent und Adam Levine befinden. Während er den Refrain singt, sitzt der Frontmann von Maroon 5 hinter einer Wand, die vom Helikopter angestrahlt wird. 50 Cent geht rappend durch das Gebäude während er beleuchtet wird und trifft schließlich Andre Dirrell, mit dem er in einen Chrysler 300C einsteigt. Sie fahren los, um dem Hubschrauber zu entkommen. Nun sieht man Eminem, der rappend auf einer dunklen Straße bzw. Wiese läuft und dabei von dem Lichtstrahl eines weiteren Helikopters verfolgt wird. Während 50 Cent im Auto die letzte Strophe rappt, wird er von jemandem per Laptop überwacht, der versucht, ihn zu lokalisieren. Alle drei befinden sich nun auf der Flucht vor den Hubschraubern, bleiben am Ende aber im Scheinwerferlicht stehen.

## Single

### Covergestaltung
Das Singlecover ist in blauen Farbtönen gehalten. Es zeigt den großen, hellblauen Schriftzug My Life. Darüber steht 50 Cent und darunter die Anmerkung Feat. Eminem & Adam Levine. Der Hintergrund ist dunkelblau.

### Chartplatzierungen
My Life stieg am 14. Dezember 2012 auf Platz 52 in die deutschen Charts ein und hielt sich zwei Wochen in den Top 100. Mit Abstand am erfolgreichsten war der Song im Vereinigten Königreich, wo er Rang 2 erreichte und sich neun Wochen in den Charts hielt.
| ChartsChartplatzierungen       | Höchstplatzierung | Wochen |
| ------------------------------ | ----------------- | ------ |
| Deutschland (GfK)              | 52 (2 Wo.)        | 2      |
| Österreich (Ö3)                | 55 (1 Wo.)        | 1      |
| Schweiz (IFPI)                 | 36 (3 Wo.)        | 3      |
| Vereinigte Staaten (Billboard) | 27 (3 Wo.)        | 3      |
| Vereinigtes Königreich (OCC)   | 2 (9 Wo.)         | 9      |

### Auszeichnungen für Musikverkäufe
Im Jahr 2017 wurde My Life im Vereinigten Königreich für mehr als 200.000 verkaufte Exemplare mit einer Silbernen Schallplatte ausgezeichnet. 2023 erhielt es für über 500.000 Verkäufe in den Vereinigten Staaten eine Goldene Schallplatte.

| Land/Region                  | Auszeichnungen für Musikverkäufe (Land/Region, Auszeichnung, Verkäufe) | Verkäufe |
| ---------------------------- | ---------------------------------------------------------------------- | -------- |
| Australien (ARIA)            | Platin                                                                 | 70.000   |
| Brasilien (PMB)              | Gold                                                                   | 30.000   |
| Neuseeland (RMNZ)            | Gold                                                                   | 7.500    |
| Vereinigte Staaten (RIAA)    | Gold                                                                   | 500.000  |
| Vereinigtes Königreich (BPI) | Silber                                                                 | 200.000  |
| Insgesamt                    | 1× Silber · 3× Gold · 1× Platin ·                                      | 807.500  |

Hauptartikel: 50 Cent/Auszeichnungen für Musikverkäufe